# 4188 Кітеж
4188 Кітеж (4188 Kitezh) — астероїд головного поясу, відкритий 25 квітня 1979 року.
Тіссеранів параметр щодо Юпітера — 3,545.